# 張若羲
張若羲（17世紀—17世紀），字昊東，號帶三，又號如庵，南直隸松江府青浦縣人，明朝、南明政治人物。

## 生平
張若羲是景泰五年進士張祚的玄孫，崇禎十二年（1640年），以青浦縣學生中式應天鄉試舉人，崇禎十六年（1643年）成進士，授福建泉州推官。
隆武間，和徐丙晉同時獲賜銀牌，歷升兵部職方司主事、員外郎、郎中。福京被清朝軍隊攻陷，張若羲隱居白龍潭耕種自給，自號味閒漫樵，拒絕知府薦舉隱逸；表弟朱彝尊來訪，他拿著鋤頭、戴著斗笠於田裡相揖，又在破屋中收留處士吳騏。其後他發病嘔血，自歎說：「這是萇宏的血，千古不化。」七十六歲去世，著有《楞嚴經注》。

## 家族
曾祖張憲，陕西都司都事。祖父張大綸，廪生。父張七奇，庠生。
子張豫章，康熙戊辰進士。

## 引用
1. 1 2  嘉慶《松江府志·卷五十五·古今人傳》：張若羲，字昊東，華亭人，崇禎十六年進士。授泉州推官，擢主事，歸隱居白龍潭，號如庵，又號味閒漫樵。郡守直指欲薦舉隱逸，堅辭不就；外弟秀水朱彝尊訪之，相揖於紫茄白莧閒，浮白大呼莫窺其際，後發病嘔血，自歎曰：「此萇宏之血，千古不化者也。」卒年七十六，著有《楞嚴經注》。 《通志》，參《青浦詩傳》
2. ↑  嘉慶《松江府志·卷四十五·選舉表》：（崇禎）十二年己卯科解元湯司祐中式一百四十八名……（青浦縣學）張若羲 昊東，景泰甲戌祚四世孫，見進士，有傳
3. ↑  《小腆紀傳·卷第五十八·列傳第五十一》：張若羲，字昊東，華亭人；崇禎癸未進士。甲申後，灌園自給。中表秀水朱彞尊嘗訪之郊外，荷鋤帶笠相揖於田間。破屋中，下一榻以留吳處士騏。
4. ↑  錢海岳《南明史·卷四十九·列傳第二十三》：（隆武）時兵部司官：……張若羲，字昊東，青浦人。崇禎十六年進士。授泉州推官，與徐丙晉同賜銀牌，自職方主事歷員外郎、郎中。福京亡，灌園中。
5. ↑  《崇禎十六年癸未科進士三代履歷》：張若羲，带三，易六房，庚申年四月十九日生。青浦人，己卯八名，會試八十二名，三甲二百二十五名。工部觀政，甲申授福建泉州府推官。